# Obligacijsko pravo
Obligacijsko pravo oziroma obveznostno pravo je panoga civilnega prava, ki ureja pravna razmerja, ki kot posledico pomenijo obveznost za pravno ali fizično osebo. Obsega pravne norme za urejanje obligacijskih razmerij, ki jih imenujemo tudi obveznostna razmerja. Obligacijsko razmerje je razmerje med dvema subjektoma (upnikom in dolžnikom). Ena stranka (upnik) je upravičena terjati od druge stranke (dolžnik) izpolnitev obveznosti, dolžnik pa je dolžan opraviti izpolnitev. Obligacisjko razmerje učinkuje le med pogodbenimi strankami in ne proti tretjim.
Obveznost je pravna zaveza ene stranke (dolžnik) drugi stranki (upnik), da ji nekaj da, zanjo nekaj stori oz. opusti ali dopusti kako dajanje (vsebina obveznosti). Upnik je upravičen zahtevati izpolnitev te obveznosti. Obveznost je iztožljiva, se pravi, je njeno prisilno izvršitev mogoče doseči pred sodiščem. Obveznost je zapadla ali zapadla, ko je moč zahtevati izpolnitev po vsebini obligacije.
Obligacijsko pravo je klasično po civilnem pravu razdeljeno na pogodbe (kontrakte), kvazi kontrakte, delikte in kvazidelikte. Pravna teorija je nato razdelitev razdelila na obveznosti poslovne in neposlovne narave. 
- Poslovne obligacije imenujemo tiste, ki nastanejo s pravnim poslom, bodisi z dvostranskim pravnim poslom (pogodbo), ali pa s katerim od enostranskih pravnih poslov.
- Neposlovne obveznosti pa so posledice nekaterih pravnih dejstev, ki jih zakon določa kot odločilna za izvor obveznosti. To so zlasti nedopustna in krivdna dejanja (delikti), nedopustna dejanja ne glede na krivdo (kvazidelikti) in neopravičene obogatitve na škodo druge stranke (kondikcije in verzije).

Pri obligacijskem pravo je del zasebnega prava civilno pravo, gre torej za urejanje razmerij, ki so jih udeleženci sposobni urejati sami med seboj, zato so pomembni pogoji za sposobnost sklepanja poslov. Razmerja obligacijskega prava v Sloveniji ureja Obligacijski zakonik.